# Олимпијада (краљица)
Олимпијада (грч. Ὀλυμπιάς; 375. п. н. е. — 316. п. н. е.), позната и као Олимпија, је била мајка Александра Великог и четврта жена македонског краља Филипа II.

## Биографија
Олимпијадино име при рођењу је било Поликсена, а рођена је 375. п. н. е., као ћерка Неоптолема I, молосијског краља Епира. 360. п. н. е., краљ Неоптолем умире, а на престо долази његов брат Аримба. 358. п. н. е., краљ Аримба је направио договор са македонским краљем Филипом II, и Молосијци постају савезници Македонаца. Договор је крунисан браком између Аримбове братанице Олимпијаде и Филипа 357. п. н. е.. То је учинило Олимпијаду краљицом Македоније.
Годину дана касније, 356. п. н. е., Филипов тркачки коњ је победио на Олимпијским играма; у част ове победе његова жена, која је тада била позната под именом Миртала, је добила ново име Олимпијада. У пролећу исте године, Олимпијада је родила своје прво дете — Александра. У античкој Грчкој људи су веровали да је рођење великог човека пратило предзнак. Како наводи Плутарх, ноћ пре конзумирања њиховог брака, Олимпијада је сањала како је на њену материцу пао гром, и запалила се велика ватра, пламенови су се распршили и потом угасили. Након брака, Филип је сањао да је ставио печат на материцу своје жене, чији је симбол био фигура лава. Аристандерово тумачење је било да је Олимпијада била трудна од сина чија би природа била дрскост и храброст. Филип и Олимпијада имали су и ћерку Клеопатру.
Њихов брак је био веома буран: Филипова нетреперљивост и Олимпијадин љубоморни темперамент довели су до велике даљине између њих. Ствари су постале још горе када је Филип 337. п. н. е. оженио Клеопатру, којој је Филип дао име Еуридика и која је била нећакиња македонског војсковође Атала. Тај брак је изазвао велике тензије између Филипа, Олимпијаде и Александра. Олимпијада је отишла у добровољно прогонство у Епир заједно са сином Александром. У том периоду је краљ Епира био Олимпијадин брат Александар I.
Године 336. п. н. е., Филип је учврстио своје везе са Александром I тако што му је предложио руку своје и Олимпијадине ћерке Клеопатре, чињеница која је одвела Олимпијаду у још већу изолацију јер више није могла да рачуна на подршку свог брата. Међутим, Филип је био убијен од стране свог чувара Паусаније док је долазио на свадбу. Након њега, на престо је ступио Александар, и Олимпијада се вратила у Македонију.
По Александровом доласку на престолу, он и његова мајка Олимпијада су погубили све могуће претенденте на престо, укључујућу и Еуридику, жену преминулог краља Филипа и њеног малолетног сина. Једино је поштеђен Филип III, малоумни полубрат Александра Великог.
Олимпијада је имала узвишену позицију током владавине Александра Великог, често га је саветовала, и њихов однос је био леп и брижан. Међутим, Александар јој није дозвољавао да се претерано меша у политику. Након смрти Александра Великог 323. п. н. е., Олимпијада је подржавала свог унука Александра IV као законитог краља Македоније.
Погубљена је 316. п. н. е., по наредби Касандра, једног од генерала Александра Великог који је желео да преузме македонски трон. Том приликом побијена је цела њена породица.